# Quelea cardinalis
Quelea cardinalis là một loài chim trong họ Ploceidae.
Loài chim này phân bố ở  Burundi, Cộng hòa Dân chủ Congo, Ethiopia, Kenya, Malawi, Rwanda, Nam Sudan, Tanzania, Uganda, và Zambia.